# Gilberto Mora Zambrano
Gilberto Rafael Mora Zambrano (Tuxtla Gutiérrez, Chiapas, 14 de octubre de 2008) es un futbolista mexicano que juega como centrocampista en el Club Tijuana de la Primera División de México.
Es hijo del exfutbolista Gilberto Mora Olayo. 

## Trayectoria

### Club Tijuana
Como jugador juvenil, se unió al Centro de Iniciación Xoloitzcuintle (CIX), la academia del Club Tijuana. Fue descrito como "uno de los elementos más destacados en las divisiones inferiores del equipo". 
Debutó en la Primera División de México el 18 de agosto de 2024, enfrentando al Club Santos Laguna en el Estadio Caliente, en partido adelantado y correspondiente a la Jornada 8 del Apertura 2024; el juego finalizó 3-1 a favor de los Xolos, siendo Juan Carlos Osorio el entrenador del conjunto fronterizo. Mora ingresó al minuto 72 por Efraín Álvarez y así se convirtió en el tercer debut más joven en la historia de la Liga MX (solo por detrás de Víctor Mañón y Martín Galván) y en el tiempo agregado otorgó una asistencia a Jaime Álvarez, quien realizó el tercer tanto de Xolos.
Su primer tanto en el Máximo Circuito llegó el 30 de agosto de 2024 en el triunfo de los Xolos de 2-1 ante Club León en el Estadio Caliente; realizó el gol que le dio la ventaja –y posteriormente el triunfo– al cuadro local al minuto 64, siendo el jugador más joven en marcar un gol en la Primera División de México.

## Selección nacional
Ha sido internacional por México en las categorías Sub-15, Sub-16, Sub-17 y Sub-18.
| Categoría | PJ | Goles | Asistencias | Periodo |
| --------- | -- | ----- | ----------- | ------- |
| Sub-15    | 16 | 9     | ND          | 2022    |
| Sub-16    | 3  | 1     | ND          | 2023    |
| Sub-17    | 4  | 2     | ND          | 2024    |
| Sub-17    | 2  | 1     | ND          | 2024    |
| Sel Mayor | 2  | 0     | 1           | 2025    |

ND= no disponible

## Palmarés

### Campeonatos internacionales
| Título                     | Club                | Sede                   | Año  |
| -------------------------- | ------------------- | ---------------------- | ---- |
| Copa de Oro de la Concacaf | Selección de México | Estados Unidos- Canadá | 2025 |